# NGC 848
NGC 848 è una galassia a spirale barrata situata nella costellazione della Balena, a una distanza di circa 180 milioni di anni luce dalla nostra Via Lattea.

## Scoperta
La galassia è stata scoperta l'11 dicembre 1885 dall'astronomo statunitense Ormond Stone.

## Descrizione
NGC 848 ha una classe di luminosità I-II e presenta una larga riga a 21 cm dell'idrogeno neutro. La galassia è sede di una intensa attività di formazione stellare e viene pertanto classificata come galassia starburst.
Il nucleo centrale di NGC 848 è molto brillante nell'ultravioletto. La galassia è inserita nel catalogo Markarian con il codice Mrk 1026 (MK 1026).

## Gruppo di NGC 835
NGC 848 fa parte del Gruppo di NGC 835. Oltre a NGC 848 e NGC 835, le altre galassie del gruppo sono NGC 833, NGC 838, NGC 839, NGC 873 e MCG -2-6-19.